# Quintiães
Quintiães is een plaats (freguesia) in de Portugese gemeente Barcelos en telt 693 inwoners (2001).